# Ноєнброк
Ноєнброк (нім. Neuenbrook) — громада в Німеччині, розташована в землі Шлезвіг-Гольштейн. Входить до складу району Штайнбург. Складова частина об'єднання громад Кремпермарш.
Площа — 14,32 км2. Населення становить 692 ос. (станом на 31 грудня 2020).